# Colostygia thomassata
Colostygia thomassata là một loài bướm đêm trong họ Geometridae.